# Луис Свифт
Луис Свифт (енгл. Lewis A. Swift; Кларксон, 29. фебруар 1820 — Маратон, 5. јануар 1913) је био амерички астроном. Открио је многе NGC објекте.